# Lijst van beelden in Wateringen
Dit is de lijst van beelden in Wateringen. Onder een beeld wordt hier verstaan elk driedimensionaal kunstwerk in de openbare ruimte van de deelgemeente Wateringen, waarbij beeld wordt gebruikt als verzamelbegrip voor sculpturen, standbeelden, installaties, gedenktekens en overige beeldhouwwerken. Wateringen is onderdeel van de gemeente Westland, zie Lijst van beelden in Westland voor een overzicht van heel de gemeente. 
| Naam                                                       | Geplaatst       | Kunstenaar                        | Adres                                         | Materiaal                                           | Afbeelding        |
| ---------------------------------------------------------- | --------------- | --------------------------------- | --------------------------------------------- | --------------------------------------------------- | ----------------- |
| Heilig Hartbeeld                                           | begin 20e eeuw  | Timmermans                        | Herenstraat 164                               | Steen                                               |                   |
| Wandreliëf met vier portretten                             |                 | Inge Teunissen                    | Heulweg 5                                     | Aluminium                                           |                   |
| Samen alleen                                               | 1984            | Tineke Spaan                      | Hoflaan                                       | Brons                                               | Meer afbeeldingen |
| Twee zittende figuren                                      |                 |                                   | Klopperman 49 (Staedion), zijde Wippolderlaan | Beton?                                              |                   |
| Hert met zadel                                             | 1999            | Germa Huijbers & Caroline Agelink | Vliethof                                      | Brons                                               |                   |
| De kip                                                     | 2009            | Piet Nieuwenhuysen                | Voorzoom                                      | Brons                                               |                   |
| Herdenkingsmonument Het Leven Gegeven - Het Leven Gekregen | 4 mei 1993      | Ellen Boswijk                     | Dorpskade 1                                   | Glas                                                |                   |
| Herdenkingsmonument Nooit Echt Voorbij                     | 2014            | Carel Steijn                      | Dorpskade 1                                   | natuursten en graniet                               |                   |
| Klok                                                       |                 |                                   | Dorpskade 1                                   | Metaal                                              |                   |
| De Vis                                                     | 2001            | Jan Samsom                        | Plein / Herenstraat                           | Gevlochten stalen constructie (270 x 1440 x 820 cm) |                   |
| Kraan relief                                               |                 |                                   | Poeldijkseweg                                 |                                                     |                   |
| Kraan sculptuur                                            |                 |                                   | Kerklaan                                      |                                                     |                   |
| Rainbow Window                                             | 7 november 2003 | Anna van Breest Smallenburg       | Heulweg                                       | Metalen frames met glas                             | Meer afbeeldingen |
| Springtime                                                 | 1991            | Hans la Hey                       | Hofpark                                       | Metaal                                              |                   |
| Moeder en Kind                                             | 1996            | Jan Snoeck                        | Van Aremberglaan / Van Nassaustraat           | Keramiek                                            | Meer afbeeldingen |
| Pijlbeweging                                               | 1980            | Pim van der Maas                  | Rozemarijn                                    | Roestvrij staal                                     |                   |
| Floral Love                                                | 1992            | Rens Kroon                        | Windmolen / Dorpskade Ingang zwembad          | Metaal                                              |                   |
| Vogelvesten                                                |                 | Martin Borchert                   | Kamillestraat                                 |                                                     | Meer afbeeldingen |
| Steiger                                                    | 2006            | Joke Robaard & Maarten de Reus    | Kruidenlaan                                   |                                                     | Meer afbeeldingen |

## De Dingen
"De Dingen" is een serie metalen sculpturen die sinds 2000 op Het Plein staan. Ze zijn door Germa Huijbers &  Caroline Agelink gemaakt

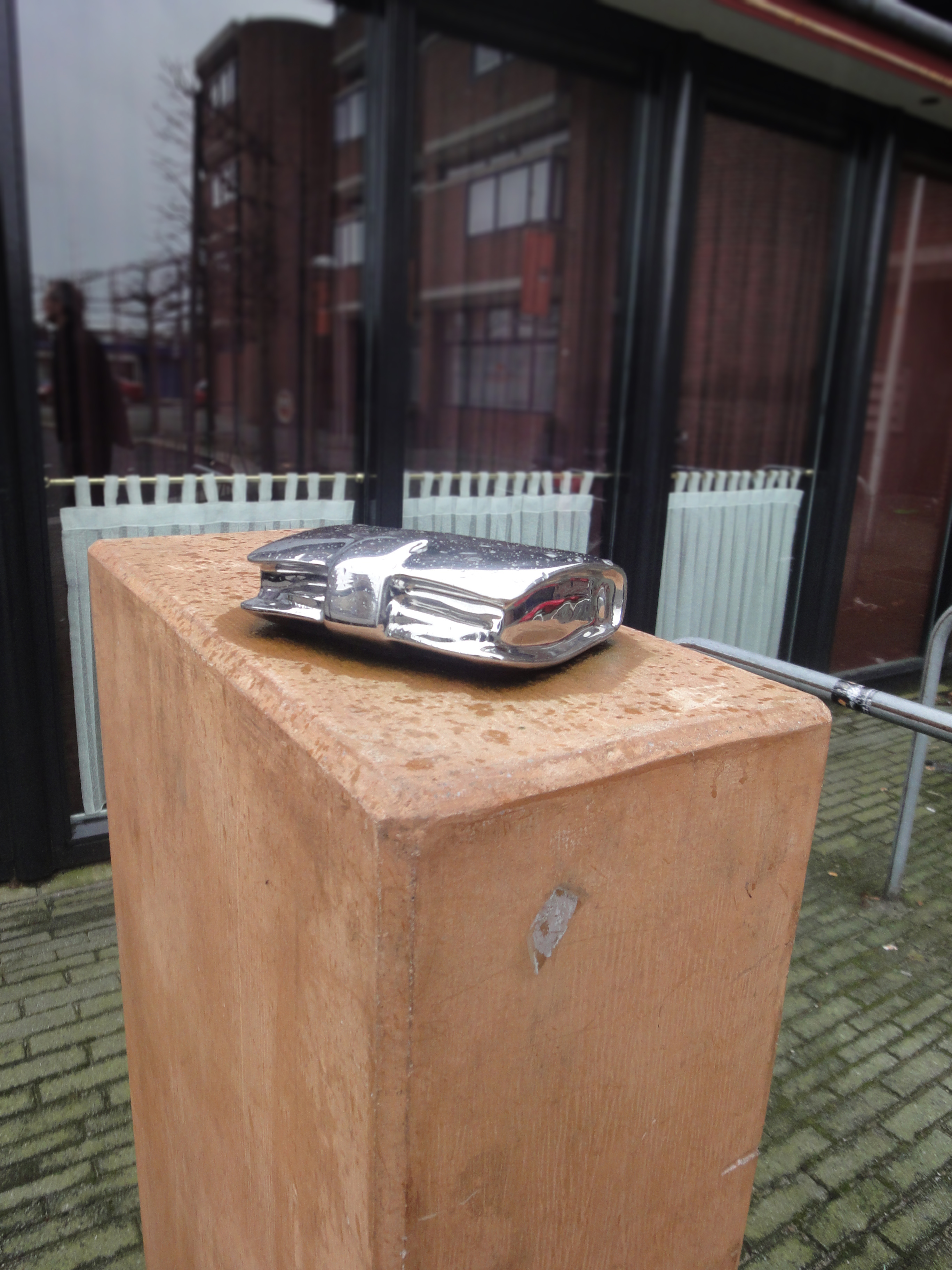
Agenda
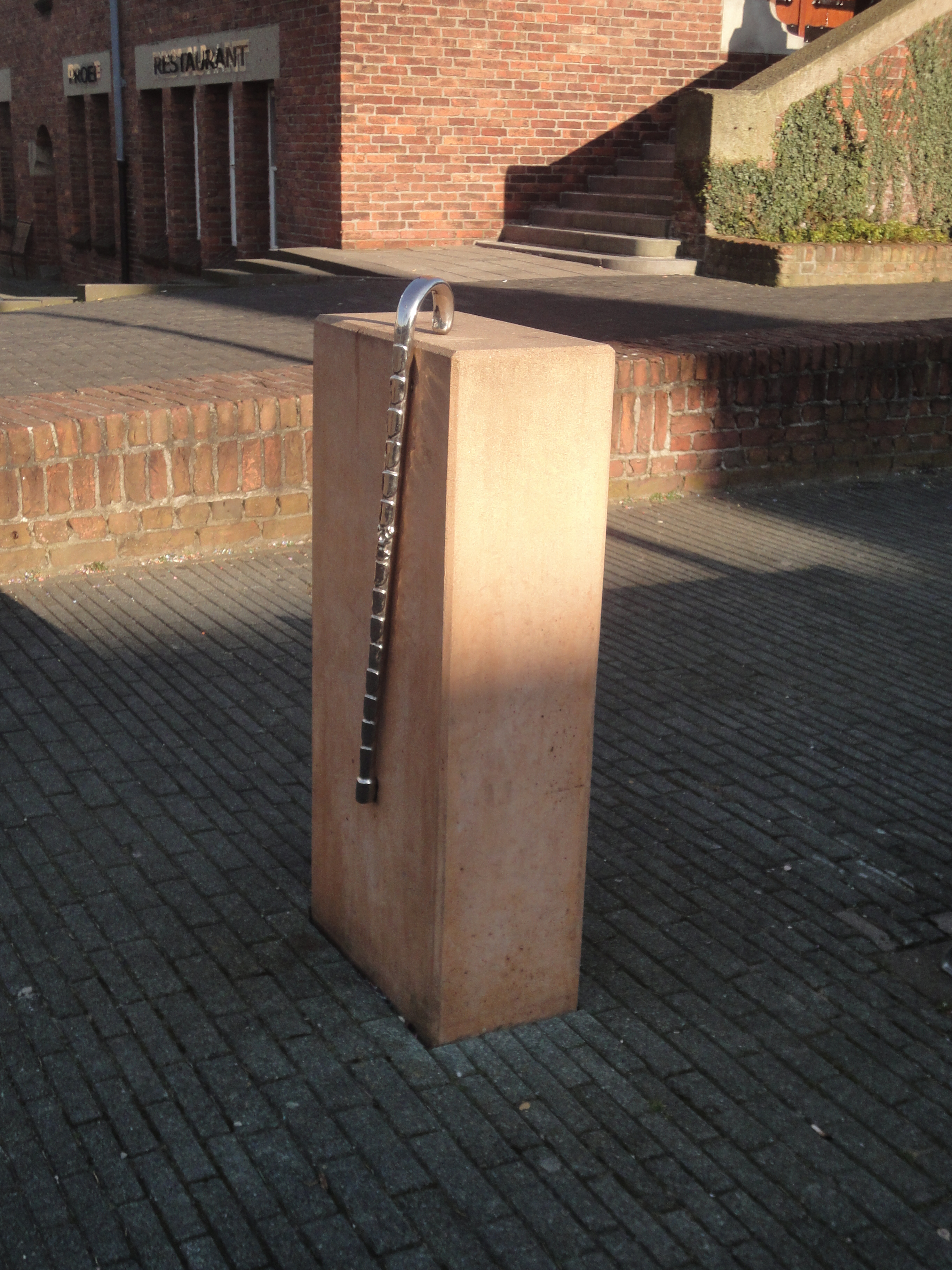
Wandelstok
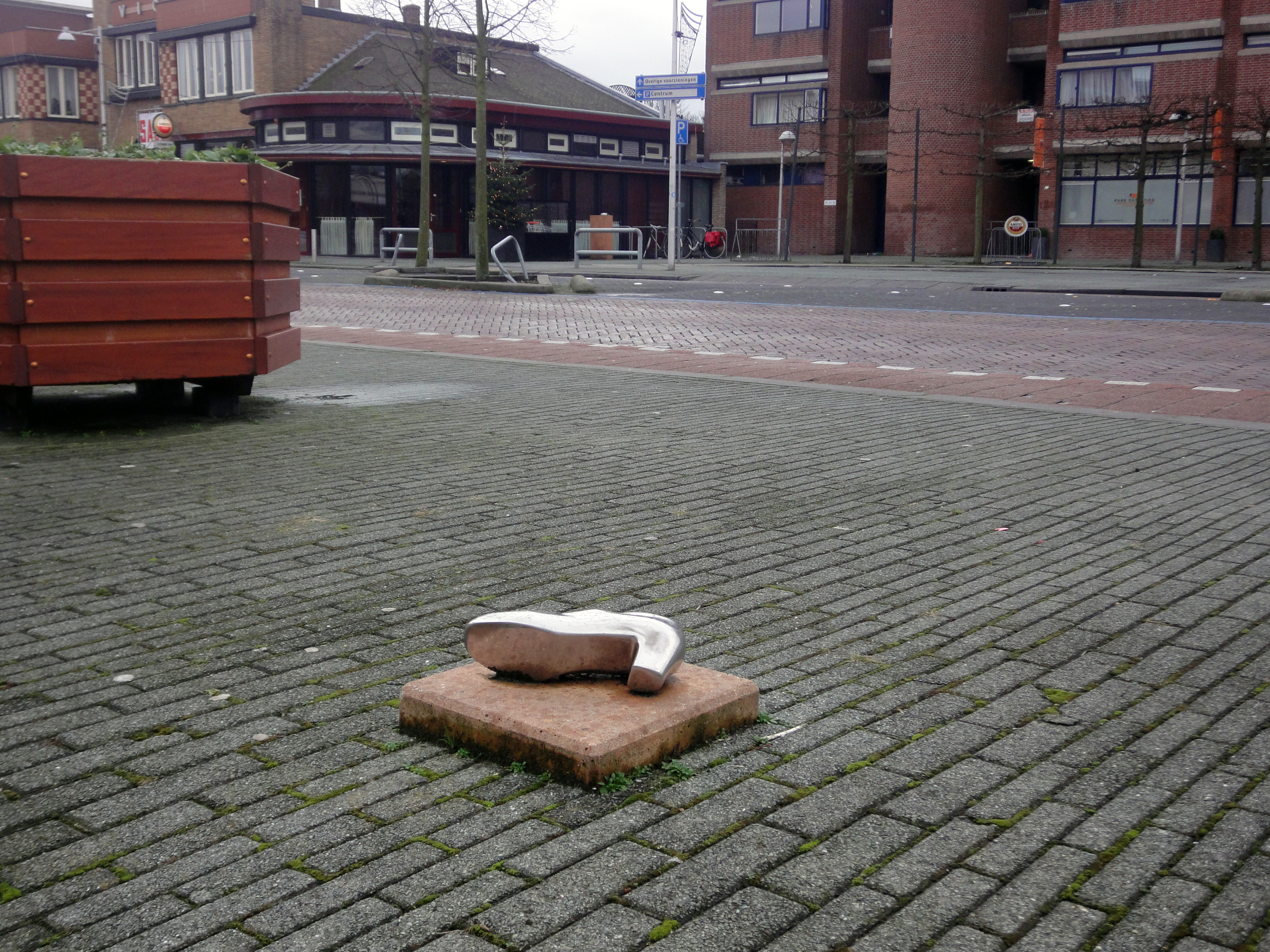
Damesschoen (pump)
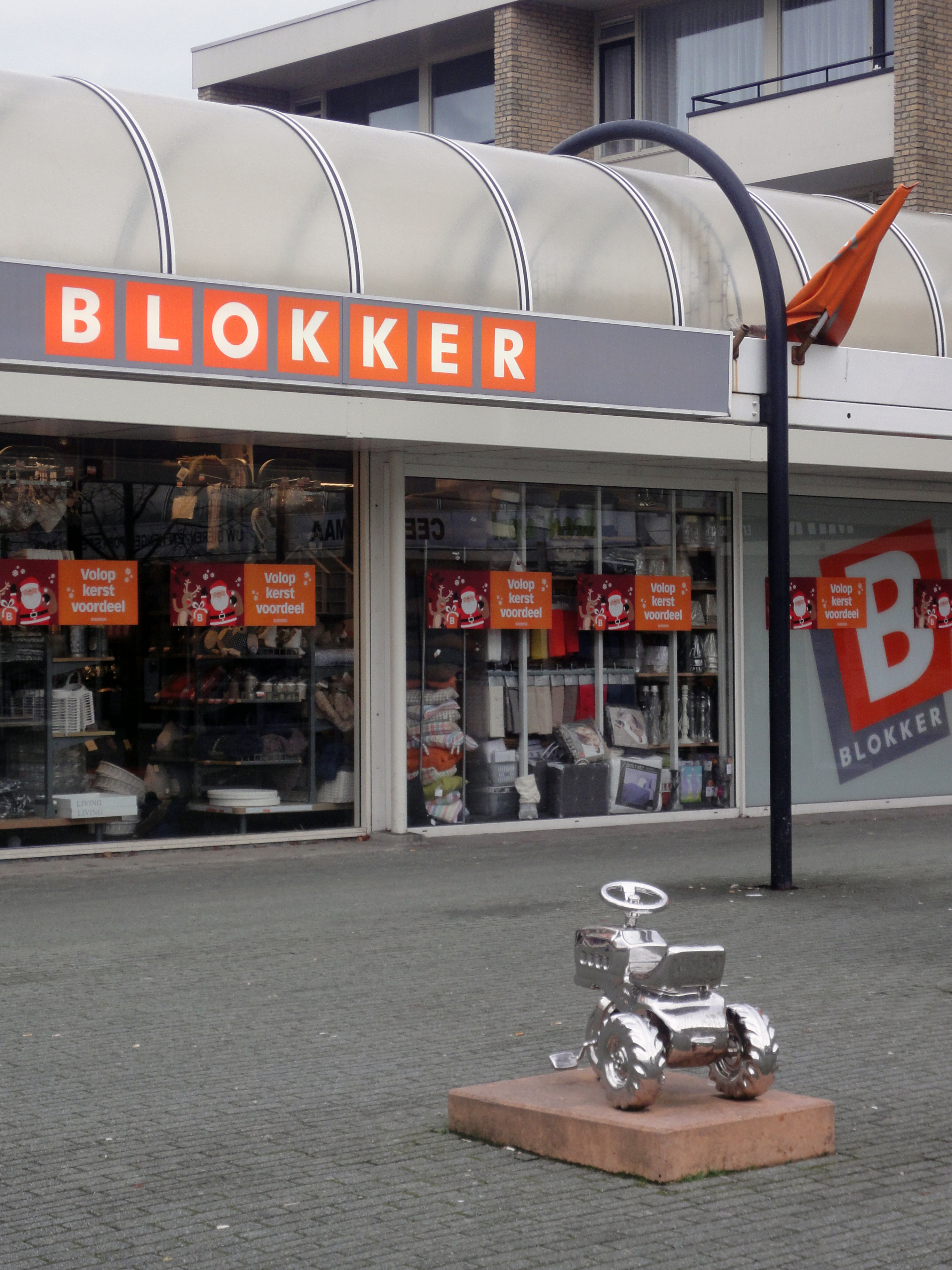
Kindertractor
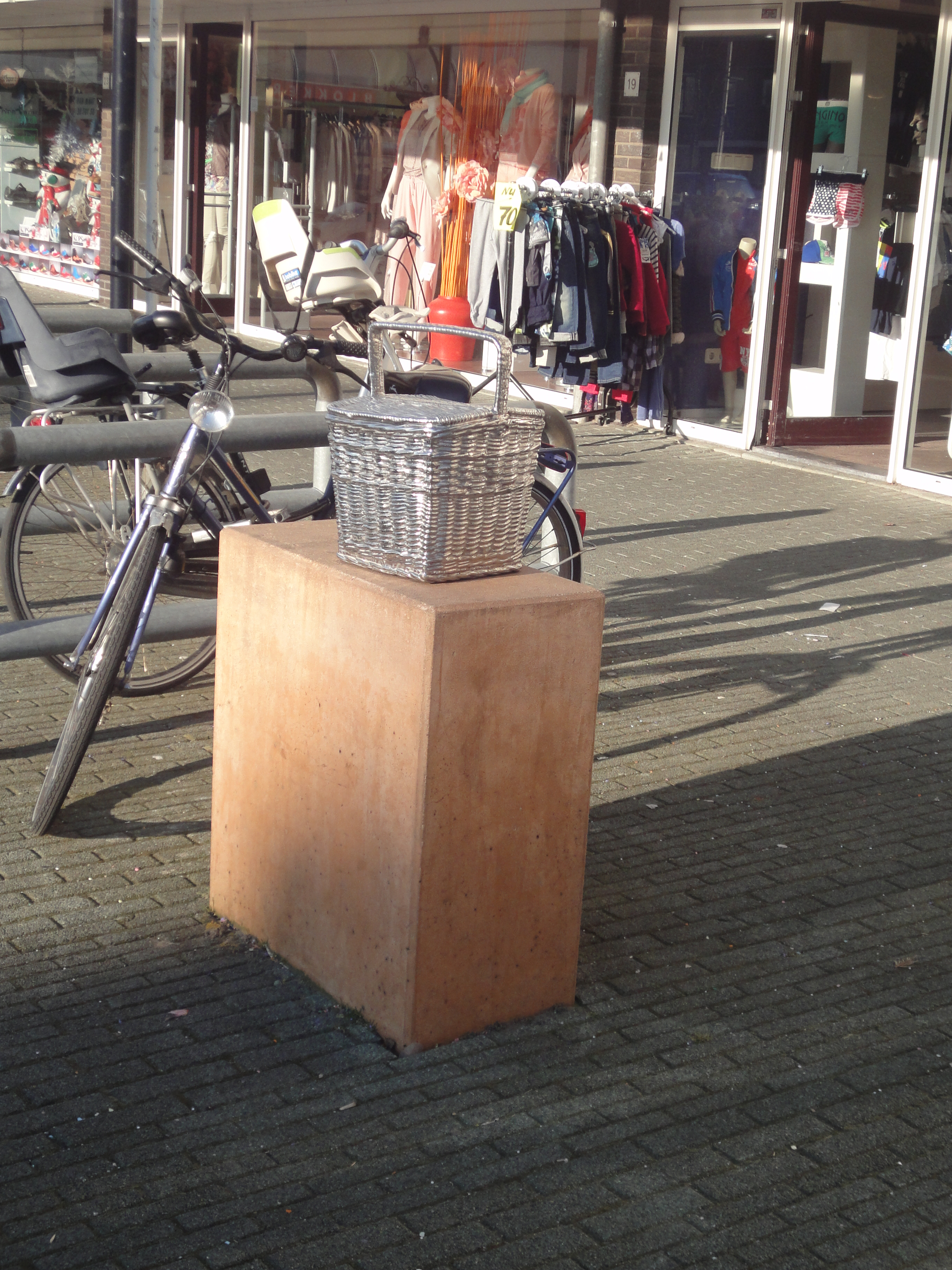
Picknickmand
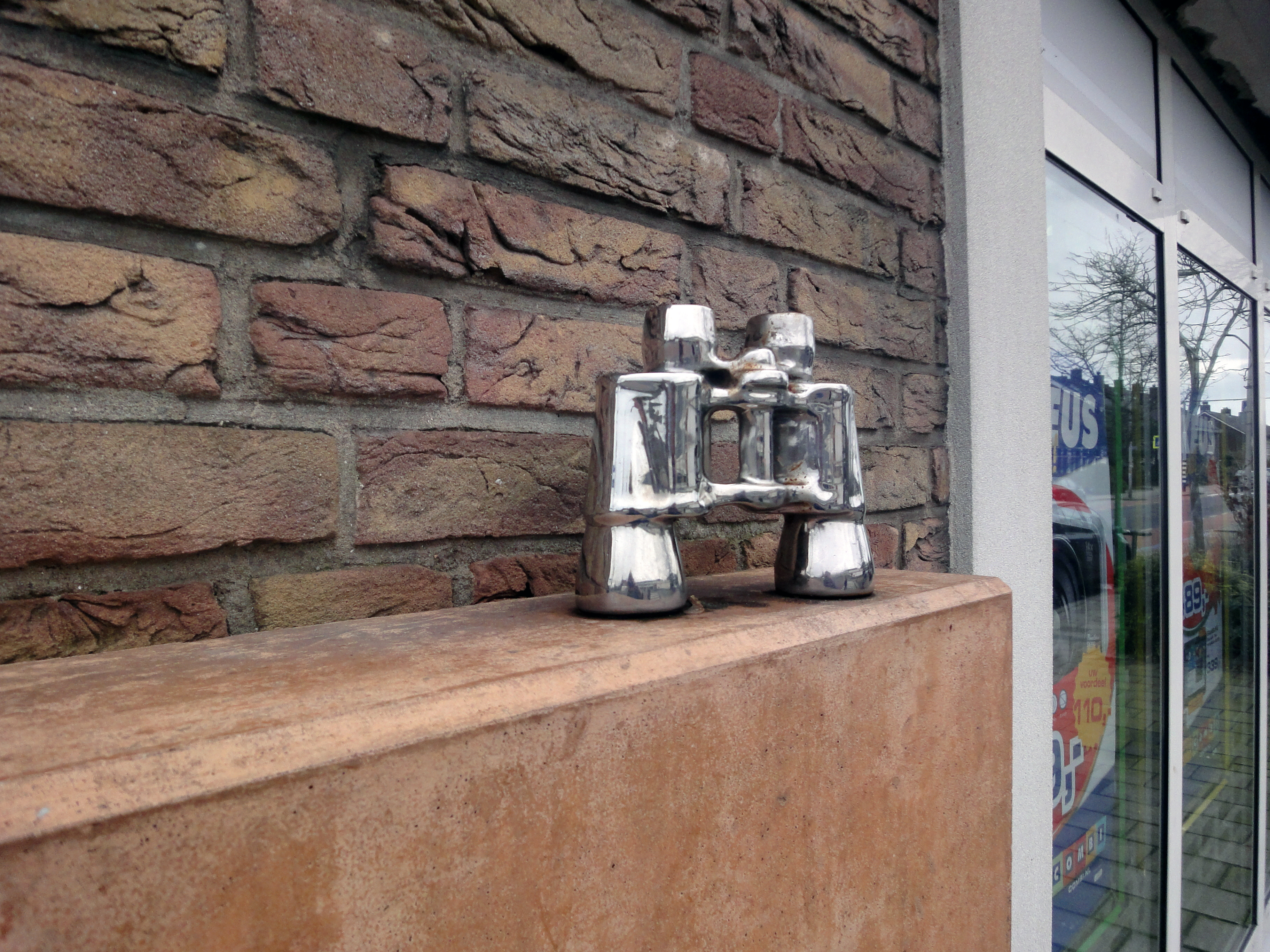
Verrekijker
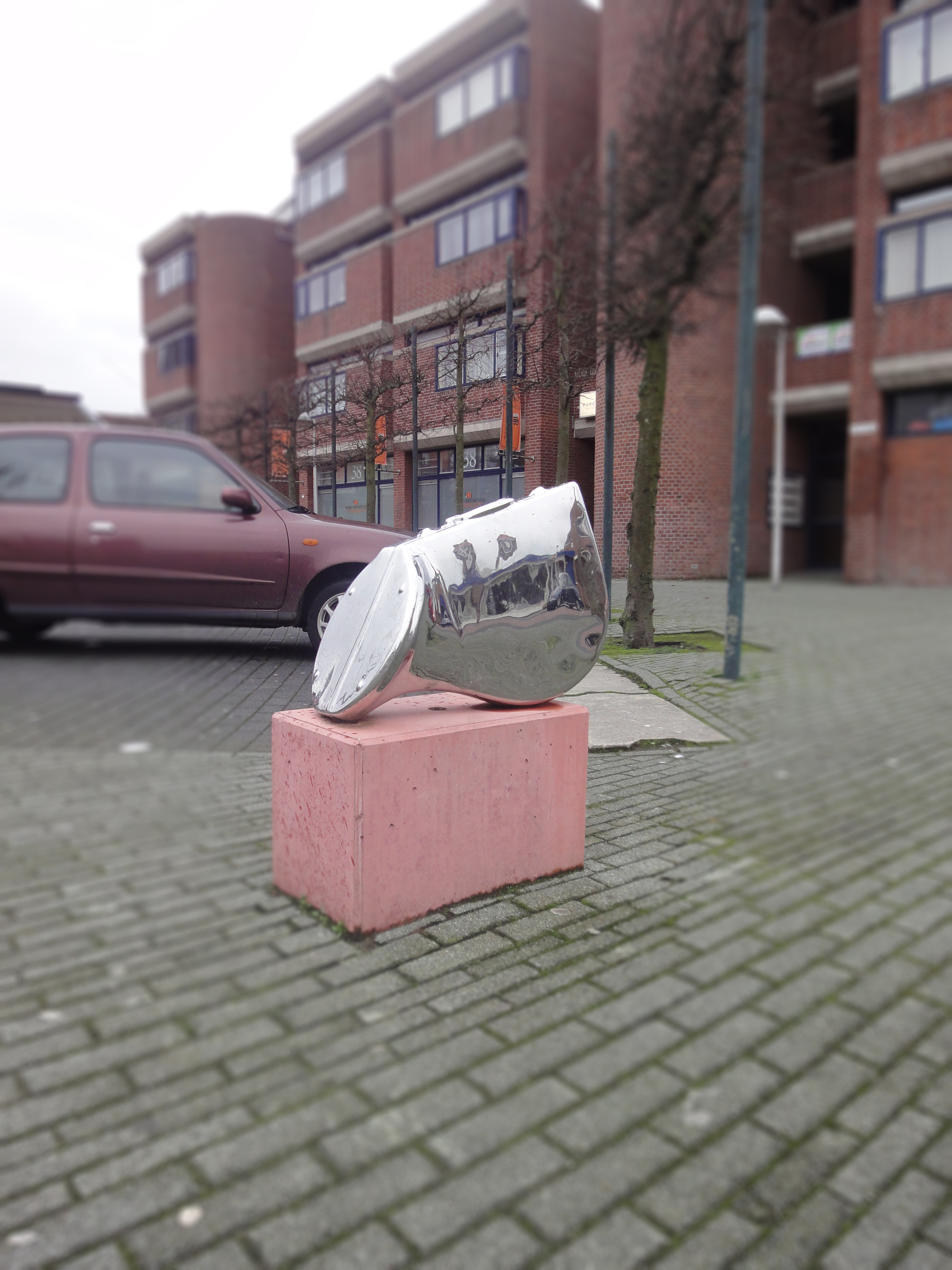
Muziekkoffer